# 霍梅爾科查湖 (馬爾卡帕塔區)
13°45′43″S 70°45′48″W / 13.76194°S 70.76333°W
霍梅爾科查湖（Q'umirqucha），是秘魯的湖泊，位於該國南部庫斯科大區，由基斯皮坎奇省的馬爾卡帕塔區負責管轄，處於韋爾卡努塔山脈，長0.54公里、寬0.36公里，海拔高度4,637米。